# Marche sur Lyon
La Marche sur Lyon (chinois : 里大运动 ; pinyin : Lida yundong), est une manifestation qui a eu lieu en septembre 1921 à Lyon.
Des Chinois, membres du mouvement travail-études, pour sortir de la précarité, souhaitaient être admis dans l'Institut franco-chinois de Lyon (IFCL). L'IFCL destine ses formations à des étudiants sélectionnés et préparés en Chine, et non aux étudiants travailleurs déjà présents en France. À la suite du refus de l'admission des étudiants travailleurs dans l'établissement, ils protestent contre l'arrivée des étudiants boursiers venant de Chine en occupant l'établissement pour être collectivement admis à l'école.
En octobre 1921, une centaine de Chinois sont expulsés vers la Chine. Cet événement signe la fin du mouvement travail-études.
L'événement est connu car, parmi les manifestants, des personnes furent des leaders du mouvement communiste en Chine comme Chen Yi, Chou En-Lai, Cai Hesen. Cet événement tient un rang important dans l’historiographie du parti communiste chinois, place rappelée par la visite du président chinois Xi Jinping en mars 2014 à l'IFCL.

## Contexte et causes
Immédiatement après la première guerre mondiale, le nombre d'étudiants-ouvriers du mouvement travail-études se développe, atteignant son apogée entre mars 1919 et décembre 1920. Ce mouvement, qui représente alors 2000 personnes éparpillées sur tout le territoire français, avait pour objectif de permettre à des étudiants chinois de financer leurs études tout en travaillant dans les usines en France.
En 1921, une crise économique apparaît. Elle frappe les étudiants-ouvriers chinois de plein fouet, entraînant chômage et manque d'argent,. Les organisations pourvoyant à leur aide, notamment la Société franco-chinoise d'éducation, sont mises en difficultés et ne parviennent plus à remplir leurs missions,, les 2000 Chinois du mouvement travail-études se précarisent.

## Historique

### Premières manifestations
En 1921, les individus politisés du mouvement travail-études organisent trois manifestions devant la légation de Chine à Paris. Une manifestation a lieu en janvier 1921, une autre quatre mois plus tard en juin 1921, et une autre encore en août 1921. Ces manifestations ont pour objectif de demander une aide à l'État français pour faire face à la précarité, et critiquer le manque d'aide de la part du gouvernement chinois. Les manifestations n'amènent pas de résultat positif et apportent même une conséquence négative, l'aide financière de l'État français aux étudiants-ouvriers chinois est supprimée.

### Espoir dans la création de l'Institut franco-chinois de Lyon (IFCL)
Les manifestants, et plus globalement le mouvement travail-études, entendent parler du projet de création d'un Institut franco-chinois de Lyon (IFCL) et y nourrissent de grand espoir pour les tirer de leur précarité. Ils souhaitent être admis à l'IFCL sans concours.
Le processus de création de l'IFCL commence et ses statuts précisent que l'admission se fera par concours en Chine. Les autorités françaises s'opposent à l'admission de Chinois se trouvant en France et les autorités de Chine en France ont des opinions indécises sur le sujet.
La politique de l'IFCL était de former une nouvelle élite chinoise accommodée aux idées occidentales, en interdisant toute activité politique dans son institut,. De fait, les membres du mouvement travail-études ont des profils à l'opposé de ces critères, et promouvant un positionnement politique fort (anarchisme, communisme).
Les étudiants-travailleurs prennent l'initiative de plaider leurs causes auprès de Cai Yuanpei, fondateur de la Société franco-chinoise d’éducation, et du ministre Chen Lu.
Un premier groupe d'étudiants ayant passé les admissions de l'IFCL en Chine se retrouve en France. Informé de l'arrivée de Wu Zhihui – directeur de l'IFCL et ancien fondateur du mouvement travail-études – ce groupe décide d'organiser une protestation. De nombreux membres du mouvement travail-études venant de diverses villes de France se donnent rendez-vous pour participer à cette protestation. Le déplacement des étudiants-ouvriers du mouvement travail-études est financé par la légation de Chine à Paris.

### Événement du 21 septembre 1921
Une fois sur place, ils demandent à être hébergés dans l'enceinte de l'établissement – le Fort Saint-Irénée – pour patienter jusqu’à l'arrivée du directeur de l'IFCL. Maurice Courant – Administrateur de l'IFCL – et Chu Minyi – directeur adjoint de l'IFCL – refusent cette requête. Les étudiants-ouvriers pénètrent illégalement au Fort Saint-Irénée, ce qui tend la situation. Les étudiants-ouvriers laissent deux solutions : soit tous les étudiants-ouvriers sont admis, soit ils sont expulsés du territoire. Les autorités française et chinoise ont une réponse ambiguë, ce qui laisse nourrir l'espoir d'une issue favorable aux étudiants-ouvriers.
La police française intervient pour déloger les étudiants-ouvriers du Fort Saint-Irénée. À la suite de cette intervention, les étudiants-ouvriers doivent être emprisonnés uniquement de nuit au Fort Montluc, cela leur laisse le temps pour tracter de jour à Lyon et faire connaître leur colère face à la situation.
Face au blocage de la situation, Wu Zhihui – directeur de l'IFCL – tente de jouer le médiateur en proposant d'accepter 20 étudiants-ouvriers, mais de leurs côtés, les autorités de l'université de Lyon en appellent au gouvernement français pour trancher le problème.

### Expulsion
Après trois semaines de tergiversations sur la suite à donner aux arrestations, le 12 octobre 1921, la police émet un ordre d’expulsion pour « 116 individus de nationalité chinoise »,.
Face à l'ordre d’expulsion, 3 étudiants tentèrent de s'échapper du Fort Montluc, quand 34 autres essayèrent de convaincre les autorités françaises de leurs capacités à subvenir à leurs besoins pour continuer à étudier en France.
Le 14 octobre 1921 au matin, 104 étudiants-ouvriers sont renvoyés en Chine depuis Marseille.
Ils embarquent sur le navire Paul Lecat qui les ramène à Shanghai.

## Conséquences
Cet événement signe l'arrêt du mouvement travail-études.
Le directeur de l'IFCL, Wu Zhihui, quitta son poste quelque temps après l'expulsion des Chinois.
À la suite de ces événements, l'IFCL ouvre ses portes, mais les admissions pour les Chinois en France n'ouvrent qu'à partir de 1927.

## Historiographie officielle du PCC
C'est un événement mis en avant par le Parti Communiste Chinois. En 2014, le président chinois Xi Jinping a visité l'IFCL en mars 2014 pour se remémorer les événements.

## Couverture dans la presse française
L'événement est couvert par de nombreux journaux de l'époque.

## Acteurs
- Deng Xiaoping, il a été actif dans le mouvement des étudiants-ouvriers en France mais n'a pas participé à la marche sur Lyon[1]. Il a « critiqué la décision de privilégier l'ouverture d'une grande école pour l'élite chinoise à Lyon plutôt que de soutenir les étudiants plus modestes appartenant au mouvement études-travail »[1].

### Manifestants
Liste non-exhaustive des personnalités ayant participé aux manifestations,, :
- Chou En-Lai lors de la manifestation du 21 septembre 1921.
- Chen Yi, futur dirigeant du parti communiste chinois
- Li Lisan
- Zhao Shiyan
- Li Weihan
- Cai Hesen, militant communiste proche de Mao Zedong,
- Xiang Jingyu, militante féministe communiste proche de Mao Zedong.